# Franciszek Bartoszek (polityk)
Franciszek Bartoszek (ur. 22 września 1894 w Czechowicach – obecnie część Czechowic-Dziedzic, zm. 2 maja 1964) – polski kowal i polityk komunistyczny, poseł na Sejm PRL III kadencji.

## Życiorys
Uzyskał wykształcenie podstawowe, z zawodu kowal. W II RP był członkiem Komunistycznej Partii Polski, więziony z powodu działalności politycznej. W trakcie okupacji niemieckiej wstąpił do Polskiej Partii Robotniczej i Armii Ludowej. Był działaczem związkowym, po wyzwoleniu organizował rady narodowej na Śląsku. Został członkiem Polskiej Zjednoczonej Partii Robotniczej, w latach 1956–1961 pełnił funkcję przewodniczącego Prezydium Miejskiej Rady Narodowej w Czechowicach. W 1961 uzyskał mandat posła na Sejm PRL w okręgu Bielsko-Biała, pracował w Komisji Spraw Wewnętrznych. Zmarł w trakcie kadencji.